# ハンプデン郡 (マサチューセッツ州)
ハンプデン郡（英: Hampden County）は、アメリカ合衆国マサチューセッツ州の西部、パイオニア・バレーに位置する郡である。人口は46万5825人（2020年）。ハンプデン郡の郡政府と郡庁所在地は1998年に廃止された。それまでの郡庁所在地はスプリングフィールドであり、同郡で人口最大の都市である。スプリングフィールドは州西部コネチカット川バレーで最大の都市であり、経済と文化の中心である。ハンプデン郡は1812年にハンプシャー郡から分離して設立された。これはノーサンプトンの町が1794年にハンプシャー郡の「シャイアタウン」（郡庁所在地）に指定されたが、1636年に設立され伝統的なシャイアタウンだったスプリングフィールドが、ノーサンプトンよりも速いペースで成長しており、ハンプシャー郡南部の地域でシャイアタウンの位置づけを認められたからだった。ハンプトン郡の北に現在のハンプシャー郡があり、南はコネチカット州ハートフォード郡、西はバークシャー郡、東はウースター郡と接している。
ハンプデン郡はスプリングフィールド都市圏に属している。州西部では都市化が進んだ郡である。スプリングフィールドとコネチカット州ハートフォード市を囲む「知識回廊」はニューイングランドでボストン都市圏に次いで第2位の都市圏である。

## 郡政府と政治
ハンプデン郡は郡政府を廃止し、歴史上の地域としてのみ存在する州内8郡の1つである。元の郡政府の機能は1998年に州機関に引き継がれた。保安官など特別の任務を持った役職者は地元の選挙で選ばれ、郡内で任務を遂行しているが、郡政委員会などの組織は無い。しかし、自治体はサービスを共有するために独自の地域協定を結ぶことが認められている。ハンプデン郡とハンプシャー郡はパイオニア・バレー企画委員会と呼ばれる組織の中にある。
| 民主党 | 116,645 | 39.66% |
| 共和党 | 38,458  | 13.08% |
| 無党派 | 137,244 | 46.67% |
| 少数党 | 2,177   | 0.60%  |
| 合計   | 294,099 | 100%   |

### 政治
| 年     | 民主党        | 共和党       |
| ------ | ------------- | ------------ |
| 2012年 | 62.0% 122,571 | 36.6% 72,318 |
| 2008年 | 61.4% 121,454 | 36.1% 71,350 |
| 2004年 | 60.9% 113,710 | 38.0% 70,925 |
| 2000年 | 58.2% 100,103 | 34.6% 59,558 |

## 地理
アメリカ合衆国国勢調査局に拠れば、郡域全面積は634.12平方マイル (1,642.4 km2)であり、このうち陸地618.40平方マイル (1,601.6 km2)、水域は15.71平方マイル (40.7 km2)で水域率は2.48%である。

### 隣接する郡
- ハンプシャー郡 - 北
- ウースター郡 - 東
- トランド郡 (コネチカット州) - 南東
- ハートフォード郡 (コネチカット州) - 南
- リッチフィールド郡 (コネチカット州) - 南西
- バークシャー郡 - 西

### 国立保護地域
- スプリングフィールド造兵廠国立歴史地区と国立公園

## 人口動態
以下は2000年国勢調査による人口統計データである。
| 基礎データ - 人口: 456,228 人 - 世帯数: 175,288 世帯 - 家族数: 115,690 家族 - 人口密度: 285人/km2（738人/mi2） - 住居数: 185,876 軒 - 住居密度: 116軒/km2（301軒/mi2） 人種別人口構成（2008年時点） - 白人: 79.10% - アフリカン・アメリカン: 8.10% - ネイティブ・アメリカン: 0.26% - アジア人: 1.30% - 太平洋諸島系: 0.07% - その他の人種: 8.85% - 混血: 2.32% - ヒスパニック・ラテン系: 15.17% 先祖による構成 - アイルランド系：13.3% - ポーランド系：10.9% - イタリア系：10.2% - フランス系：9.6% - フランス系カナダ人：7.5% - イギリス系：5.6% 言語による構成 - 英語：77.9% - スペイン語：13.0% - ポーランド語：1.8% - フランス語：1.6% - ポルトガル語：1.4% - ロシア語：1.0% | 年齢別人口構成 - 18歳未満: 26.1% - 18-24歳: 9.2% - 25-44歳: 28.4% - 45-64歳: 21.9% - 65歳以上: 14.5% - 年齢の中央値: 36歳 - 性比（女性100人あたり男性の人口） - 総人口: 91.9 - 18歳以上: 87.7 世帯と家族（対世帯数） - 18歳未満の子供がいる: 31.9% - 結婚・同居している夫婦: 45.8% - 未婚・離婚・死別女性が世帯主: 15.9% - 非家族世帯: 34.0% - 単身世帯: 28.4% - 65歳以上の老人1人暮らし: 11.9% - 平均構成人数 - 世帯: 2.52人 - 家族: 3.10人 収入と家計 - 収入の中央値 - 世帯: 39,718米ドル - 家族: 49,257米ドル - 性別 - 男性: 37,676米ドル - 女性: 27,621米ドル - 人口1人あたり収入: 19,541米ドル - 貧困線以下 - 対人口: 14.7% - 対家族数: 11.4% - 18歳未満: 22.7% - 65歳以上: 9.6% |

## 文化

### スプリングフィールドと大都市圏
ハンプデン郡は州西部の経済と文化の中心である。この地域はコネチカット川バレーの3郡と山がちな最西端のバークシャー郡に跨っている。スプリングフィールド市が西ニューイングランド最大級の都市であり、州西部の経済、文化、レクリエーションの中心になっている。スプリングフィールド市はコネチカット川に沿って位置している。
スプリングフィールド市はアメリカ史の中でも重要な役割を果たしてきた。現在は多くの歴史史跡や興味ある場所がある。2011年時点で2000年紀に始まった経済と文化の再興期にある。南に僅か23.0マイル (38.5 km) しか離れていないコネチカット州ハートフォード市と共に「知識回廊」と呼ばれる大都市圏を形成している。この両市はかつて同じような事業で競い合っていたが、過去10年間で、ハートフォード市は次第に事業の中心となり、スプリングフィールド市は次第にレクリエーションの中心となるようになって、互いを補い合うようになった。ハートフォード市にはポストモダンのスカイラインがあり、比較的広い大通りがあるのに対し、スプリングフィールド市には人間サイズのビクトリア様式建築があり、次第に活性あるメトロ・センターとなってきている。
スプリングフィールド市はバスケットボールの誕生地として世界的に知られている。市の川沿いには2003年に4,500万米ドルを掛けたバスケットボール殿堂が完成した。1980年代にバスケットボールのブームが起こるまでは、スプリングフィールド造兵廠がある場所としても知られていた。これはジョージ・ワシントンとヘンリー・ノックスが選定した場所だった。ベトナム戦争のときに閉鎖されて論議を呼んだスプリングフィールド兵器廠国立公園には、世界でも最大級の歴史的武器収集品があり、最初に交換部品を使用したことや、組み立てラインを使って大量生産を行ったことなど、多くの技術革新を行ってきた場所である。スプリングフィールド兵器廠があることでスプリングフィールド市は「第一の都市」という渾名を貰った。最初の旋盤（トマス・ブランチャード、1819年）、最初のアメリカの車（トマス・ブランチャード、1825年）、スプリングフィールド・ライフルの多くの型式、ガソリンエンジン自動車（デュリア兄弟、1893年）、最初のオートバイ（インディアン・モーターサイクル、1901年）、最初の現代的消防車（ノックス・オートモビル、1905年）とスプリングフィールド消防署（1907年）のような開発が行われてきた 。
スプリングフィールド市のもう一つの見どころとしてクアドラングルがある。これは印象的な博物館と屋外彫刻の複合施設であり、人口僅か15万人強の市には特筆ものである。セウス博士記念彫刻庭園の回りに5つの博物館があり、特に世界的な美術館2つと、アメリカ初のプラネタリウムを設置した科学博物館がある。彫刻家オーガスタス・セント＝ゴーデンス制作になる屋外銅像の中でも著名な、「ザ・ピューリタン」があり、スプリングフィールドの初期開拓者ディーコン・サミュエル・チャピンを表現している。
スプリングフィールド市南端に近いフォレストパークは広さが735エーカー (3 km2) あり、国内最大級の都市公園である。1891年に、ニューヨーク市のセントラル・パークを設計したフレデリック・ロー・オルムステッドが設計を担当した。
スプリングフィールド市は祭の市でもあり、暖かい時はほとんど毎週、寒い時でも月に1回は祭がある。時期に関わりなく、スプリングフィールド市の60あるクラブ・クォーターがバー、ディスコ、レストラン、生演奏、喜劇、劇を演出している。革新的なスプリングフィールド交響楽団が、その「完璧な音響効果」で著名なギリシャ復古調シンフォニーホールで演奏している。メインストリートにあるシティステージではオフブロードウェイの劇を見たり、モナークプレースのラスカルズで喜劇を見ることができる。
スプリングフィールド市の著名な場所の多くはメトロ・センター地区にあるが、有名な「シティ・オブ・ホームズ」建築はフォレストパークのような地区、州へ地区の公園、クアドラングル・マットゥーン通り歴史地区で見られる。市の中心はコート広場であり、その向かいにはマスミューチュアル・センターがあり、市内パインポンと地区にあるフォーチュン100に入る会社（マスミューチュアル生命保険）が命名した。市内にはスプリングフィールド・カレッジ、アメリカン・インターナショナル・カレッジ、ウェスタン・ニューイングランド大学、タフツ大学医学校、マサチューセッツ大学アマースト校都市デザイン学校、スプリングフィールド工科コミュニティカレッジと6つの高等教育機関があり、毎年2万人の以上の学生が入学してくる。
スプリングフィールド市のサウスエンド橋を渡ったアガワム市には、アミューズメントパークのシックスフラッグズ・ニューイングランドがコネチカット川沿いにある。ここには世界第1位にランクされる「ビザーロ」など11のジェットコースターがある。また大型のウォーターパークや季節行事もある。このパークを除けばアガワムは大半が郊外部である。
スプリングフィールド市からスプリングフィールド記念橋とノースエンド橋の対岸、ウェストスプリングフィールド町は、州法では事実上の市であり、都市と郊外部が混合している。最も著名な文化的行事は、ニューイングランド各州が集まる州祭「ザ・ビッグE」であり、1つ以上の州民が集まることでは国内唯一の祭りである。国内第6位の農業祭でもあり、乗馬、ゲーム、食事、動物ショーなど様々な出し物がある。アベニュー・オブ・ステイツでは全6州の議事堂の模型が出される。それらの持ち主は各州である。毎年9月15日から10月1日まで続くこの祭りの期間、これらの建物は各州の領事館として機能する。また19世紀ニューイングランドの村を模したストロウトン・ビレッジも展示される。
スプリングフィールド市の南に接するロングメドウ町は地域で最も裕福な郊外部である。ベイパス・カレッジがあり、ロングメドウ通り沿いには歴史的な家屋が多い。
スプリングフィールド市の北に接するチコピー市にはウェストーバー空軍予備役基地と郡内最大の空港であるウェストーバー都市圏空港がある。ハートフォード・スプリングフィールド都市圏最大の空港であるブラッドレー国際空港はスプリングフィールド市の南12マイル (19 km) のウィンザーロックスにある。チコピー市にはカトリック系エルムズ・カレッジがあり、都市部と郊外部が混ざっている。
ウェストフィールド市には著名な教育改革家ホーレス・マンが設立したウェストフィールド州立大学がある。性、人種、年齢、州境、経済状況に関わりなく入学を認めたことでは、国内初の高等教育機関だった。この市も都市部、郊外部、さらには田園部が混合しており、その面積48平方マイル (124 km2) は州西部最大である。州内ではプリマス市が96平方マイル (249 km2) で最大である。
ホリヨーク市は国内でも初期の計画工業都市であり、ホルヨーク運河があり、中心街には多くのバーやナイトクラブがある。2011年時点では都市再活性化の初期段階にあり、ハイテクと水力がその再興を推進している。市内にはプエルトリコ系市民が圧倒的に多いが、国内第2位の規模を誇るセントパトリック・デイのパレードがあり、40万人以上の観衆を集める。市内にはホルヨーク・コミュニティカレッジがあり、約6,500人の学生を教育している。
ハンプデン郡の他の町はスプリングフィールド市の東にある「スプリングフィールド山地」に位置するか、西のバークシャー山地麓に位置している。郊外部あるいは田園部であり、各町には特徴ある歴史や場所がある。例えばルドロー町には大勢のポルトガル系アメリカ人が集中している。パーマー市は鉄道町として知られ、モヒガン・サン・カジノが計画されている。

## 都市と町
村は町の中に挙げているが、町とは別の法人化された存在ではない。
| - アガワム市、人口28,438人 - フィーディングヒルズ地区 - ブランドフォード町 - ブリムフィールド町 - チェスター町 - チコピー市、人口55,298人 - アルデンビル地区 - バーネットロード地区 - チコピーフォールズ地区 - フェアビュー地区 - ウィリマンセット地区 - イーストロングメドウ市 - グランビル町 - ハンプデン町 - ホランド町 | - ホルヨーク市、人口39,880人 - ロングメドウ町 - ルドロー町、人口21,103人 - モンソン町 - モンソンセンター村 - モンゴメリー町 - パーマー市、人口12,140人 - ボンズビル村 - デポビレッジ村 - ソーンダイク村 - スリーリバーズ村 - ラッセル町 - ウォロノコ地区 - サウスウィック町 | - スプリングフィールド市、人口153,060人 - ベイスプリングフィールド地区 - ボストンロード地区、商業地区 - ブライトウッド地区 - イーストフォレストパーク地区 - イーストスプリングフィールド地区 - フォレストパーク地区 - インディアンオーチャード地区 - リバティハイツ地区 - マックナイト地区 - メモリアルスクエア地区 - メトロセンター、中心街 - オールドヒル地区 - パインポイント地区 - シックスコーナーズ/メイプルハイツ地区 - シックスティーンエーカーズ地区 - サウスエンド地区 - アッパーヒル地区 - トランド町 - ウェールズ町 - ウェストスプリングフィールド市、人口28,391人 - メリック地区 - ウェストフィールド市、人口41,399人 - ウィルブラハム町 |